# Sakurako Uchida
Sakurako Uchida, född 9 april 2005, är en japansk konstsimmare.

## Karriär
Vid junior-VM 2022 i Québec var Uchida en del av Japans lag som tog guld i både det tekniska lagprogrammet och i fri kombination samt silver i det fria lagprogrammet. Vid junior-VM 2024 i Lima tog hon brons i det tekniska soloprogrammet, guld i det tekniska parprogrammet tillsammans med Risako Mitsuhashi samt var en del av Japans lag som tog silver i både det tekniska och fria lagprogrammet.
Vid VM 2025 i Singapore var Uchida en del av Japans lag som tog silver i det fria lagprogrammet.